# Vedbo

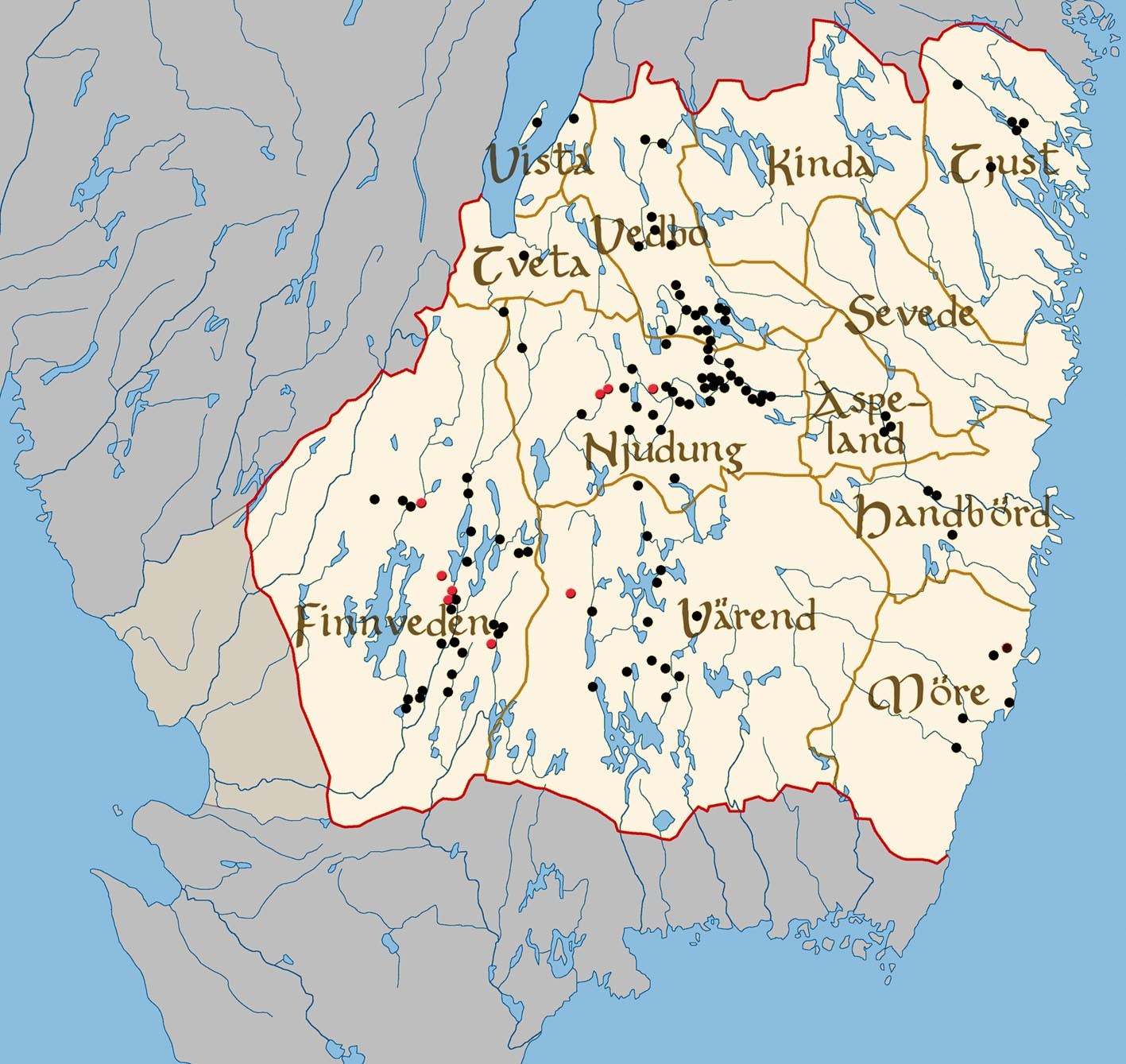
As pequenas terras da Esmolândia. Os pontos pretos e vermelhos marcam as pedras rúnicas da região

Vedbo era uma das treze terras pequenas (semelhantes às folclândias da Uplândia) que se uniram para formar a Esmolândia, na Suécia, e compunha parte da sua porção norte.

## História
Vedbo estava a leste de Tueta e Vista. Eclesiasticamente, era subordinada à Diocese de Lincopinga e juridicamente vigorava ali a Lei da Gotalândia Oriental. Dividia-se em dois hundredos, Vedbo Setentrional e Meridional. Junto com Tueta, Vista e Mo, formou uma unidade judicial centrada em Lincopinga. Benedita, filha de Helena e neta do rei Suérquero II (r. 1196–1208), casou-se com o nobre estoniano Suantepolco de Víbia, filho de Canuto de Revália, e faria uma doação de terras em Vedbo.
Filipe, filho de Ulfo, o Terrível, era um cavalheiro e membro do conselho real e foi referido em 1296; ele detinha propriedades em Vedbo e Sevede. Em 1310, Vedbo é registrada. Em 1364, os reis Haquino VI (r. 1343–1380) e Magno IV (r. 1319–1364) prometeram Ídria, Quindia e Vedbo a Pedro Duve, Jacó e Canuto. Em 2010, foram inspecionados onze treliças medievais sobreviventes do telhado de igrejas de Vedbo e Sevede de estilo românico e gótico.